# 默迪卡

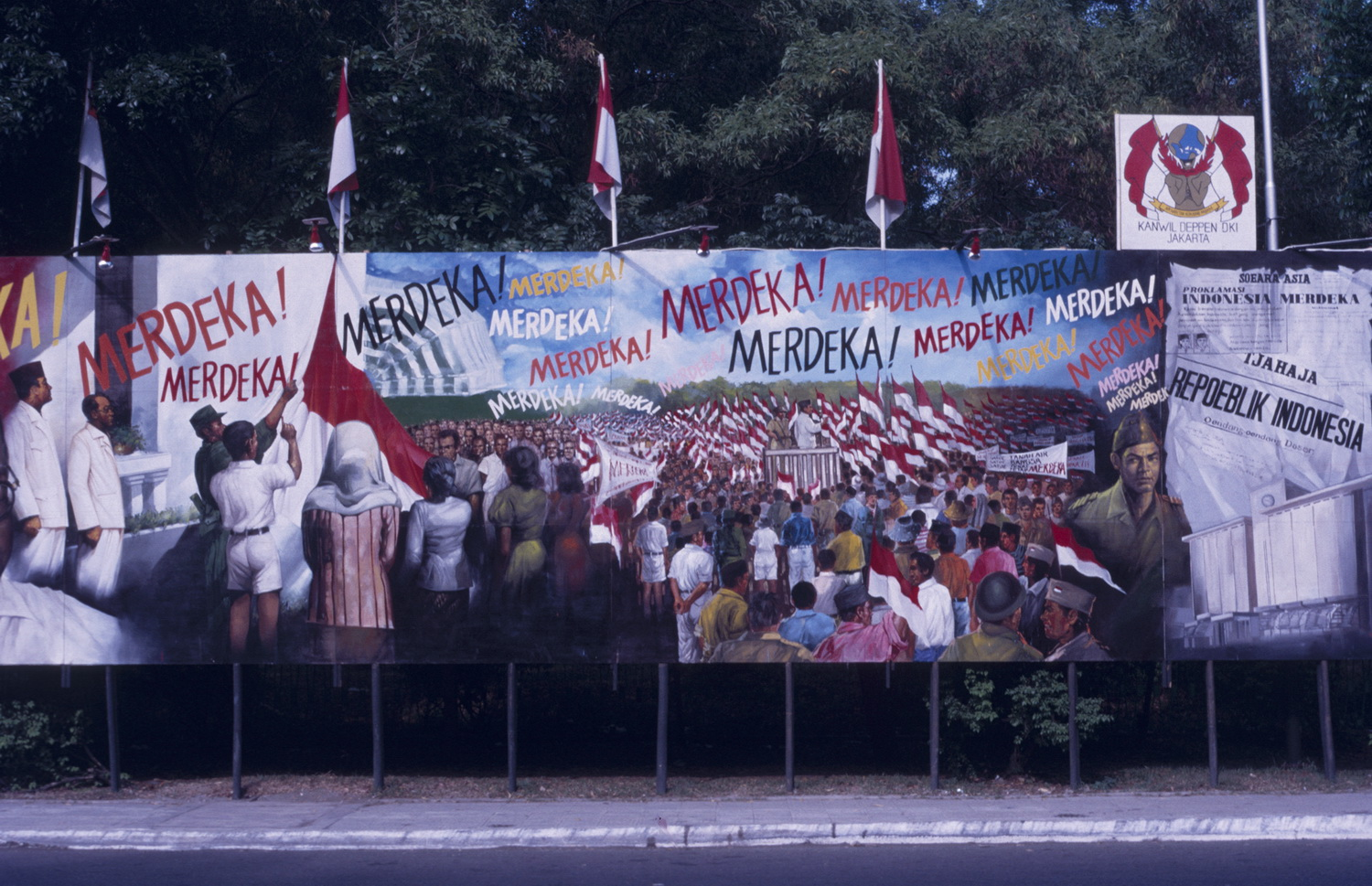
1985年纪念印度尼西亚独立宣言的画作，上面表现出群众呼喊“默迪卡！”

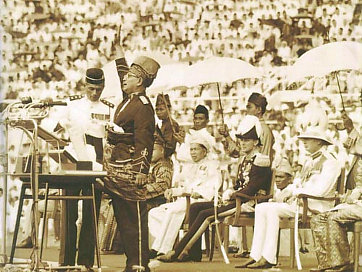
1957年8月31日，东姑阿都拉曼高呼七次“默迪卡”，宣布马来亚联合邦独立

默迪卡（印尼語發音：[mərˈdɛka]；馬來語發音：[mərdeka]）是一个印度尼西亚语和马来语词汇，意思是“独立”或“自由”。这个词汇源自梵语（罗马化：maharddhika），原意是“富有、繁荣和强大”。它在马来群岛被赋予“释放奴隶”的含义，同时也引用于其他印度尼西亚语言。
荷兰语“mardijker”一词溯源自葡萄牙语对原始梵文单词的讹误，用于指代荷兰殖民者引进东印度群岛的前葡属印度裔奴隶，即马尔迪吉基尔人。马尔迪吉基尔人是从安哥拉和印度带来的前天主教会奴隶，如果他们放弃天主教并加入荷兰归正会，就会获得解放，马来语“自由”的含义由此而来。
“Merdeka”一词被使用在荷属东印度、英属马来亚和海峡殖民地的反殖民主义和支持独立运动，成为要求从荷兰和英国殖民主义中独立的集会号召。菲律宾南部棉兰老岛属于梅拉诺、马京达诺和伊拉努等主要民族语言群体的摩洛人，将“maradeka”解释为自由、解放的意思，并组成一个称为“Maradeka”的政治团体。爪哇语“ꦩꦂꦢꦶꦏ”（mardika）、布吉语“ᨆᨑᨙᨉᨀ”（maradeka）、邦板牙语“mardíka(s)”、马来语“merdeheka”等词汇，都具有相同的梵文词源；他加禄语相同根源的词汇“ᜋᜑᜎᜒᜃ”（maharlika），在古典菲律宾社会代表“自由民”的意思。

## 印度尼西亚
1940年代，印度尼西亚青年争取独立的斗争中，“merdeka”一词被用以表示摆脱荷兰殖民政府获得自由。 印度尼西亚共和国于1945年8月17日颁布独立宣言，此后成为全国性节日并每年举行纪念活动。
1945年至1949年期间，革命青年将张开的手掌高举至头顶，大声呼喊“默迪卡”，作为民族荣誉和胜利的敬礼。此时流传下来许多政治口号，例如：“全民自由，坚决独立”（Sekali Merdeka, Tetap Merdeka!）或“不自由，毋宁死”（Merdeka atau Mati），以此提高全体印度尼西亚人民的士气，继续对抗试图重新控制局势的荷兰军队。
“Merdeka”一词也出现在印度尼西亚国歌《伟大的印度尼西亚》中：
Indonesia Raya, merdeka, merdeka! Tanahku, negeriku yang kucinta. Indonesia Raya, merdeka, merdeka! Hiduplah Indonesia Raya!
（伟大的印度尼西亚，独立，独立！我们热爱的家园和国土。伟大的印度尼西亚，独立，独立！万岁，伟大的印度尼西亚！）
“Merdeka”一词被用在印度尼西亚重要地标的名称，例如：雅加达市中心的独立宫和独立广场，以及万隆的独立大厦。同时，也被用在一些大众媒体的名称，例如：独立报、独立人民报、独立之声和Merdeka.com。
如今，亚齐和西巴布亚自治运动使用这个词汇来表达自由的概念，其含义范围从获得更大的自主权，到获得彻底的政治独立。亚齐主要自治运动组织“自由亚齐运动”（Gerakan Aceh Merdeka）的名称就有这个词汇，西巴布亚主要武装独立组织“自由巴布亚运动”（Organisasi Papua Merdeka）也是如此。

## 马来西亚

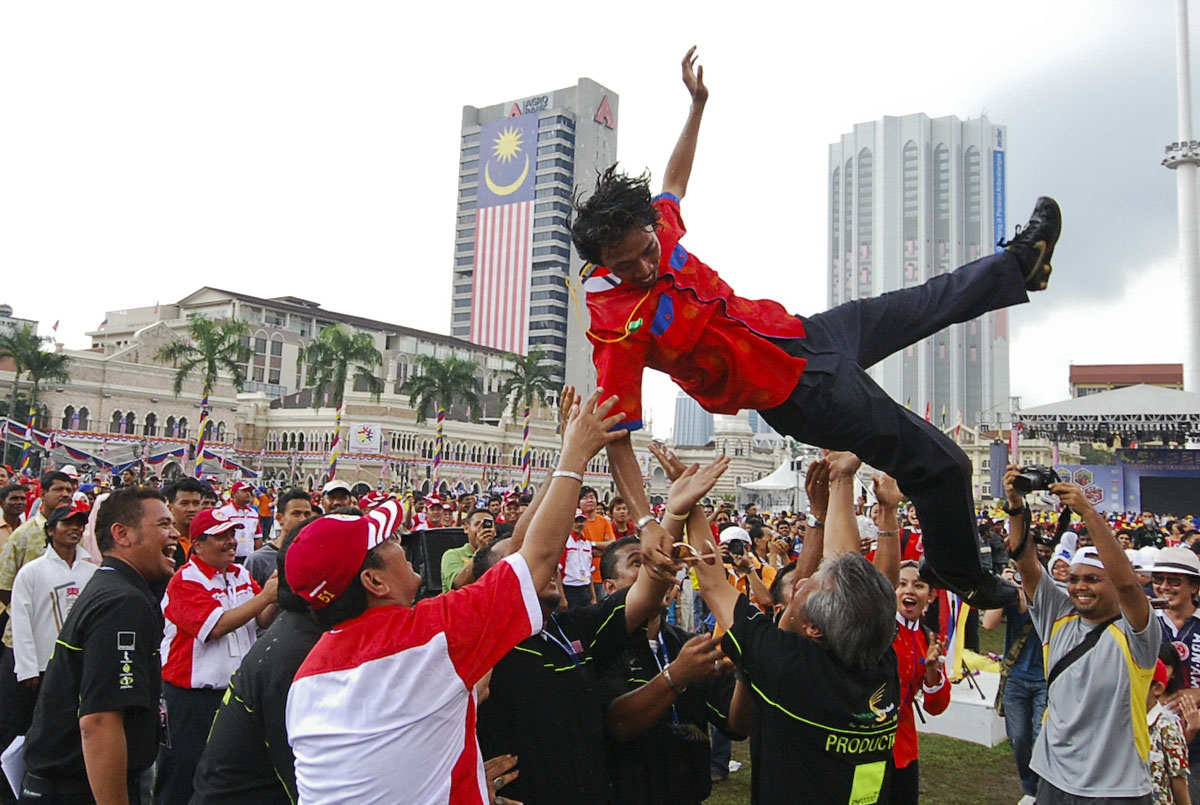
2008年民众在吉隆坡独立广场庆祝国庆日

马来西亚是由马来亚联合邦、新加坡（于1965年8月9日重新独立）、砂拉越和北婆罗洲组成的国家，如今“Merdeka”一词仍然具有超出一般的意义。纪念1957年8月31日的独立纪念活动，以及马来亚举行首次升旗仪式的独立广场，都可以看到明确的存在感。在此之后，北婆罗洲和砂拉越原定于1963年8月31日组建马来西亚，但由于印度尼西亚和菲律宾的反对，联合国托管并举行全民公投，将马来西亚成立日期推迟至同年9月16日，成为现在庆祝的马来西亚日。
1956年2月2日，马来亚联合邦代表团领袖东姑阿都拉曼在伦敦协定谈判结束后，首次呼喊七次“默迪卡”。 1957年8月31日上午9时30分，首相东姑阿都拉曼在默迪卡体育场再次高呼七次“默迪卡”，正式宣布马来亚联合邦独立； 现在，这个仪式仍然是独立庆祝活动的重要组成部分。

## 新加坡
就新加坡历史而言，“Merdeka”通常是指1950年代随着帝国主义在亚洲殖民衰落，从英国手中争取获得自治和管理权，而不是指新加坡共和国于1965年从马来西亚独立。新加坡于1962年举行全民公投，之后于1963年9月16日与马来亚联合邦、沙巴和砂拉越合并独立。
1953年，新加坡宪法根据林德委员会（Rendel Commission）的建议进行修订，设立拥有32个席位的新加坡立法议会，以取代新加坡立法局，立法议会即如今新加坡国会的前身。1955年新加坡大选由民众选举产生的议员，首次成为新加坡立法机关的多数议席；而在此之前，立法局只有六名议员是由选举产生，其余都是由政府任命。然而，这并不能满足那些要求至少在内部事务上，实现充分自治的政治要求。
独立呼声在进步主义和激进主义之间日益扩张，即与英国政府重叠着合作和敌对的关系。1955年，大卫·马绍尔领导的劳工阵线以微弱优势赢得选举，并成为首任新加坡首席部长，但他作为反殖民主义者，对英国的统治抱持敌对态度；因此，很难与英国政府达成妥协，排除任何合作的可能性。1956年发起全民请愿，收集到167,000名选民（占当时选民的极大部分）的签名，要求独立。
1956年4月，马绍尔率领13人组成的代表团（包括6名反对派代表），前往伦敦与殖民地大臣进行第一次独立会谈（Merdeka Talks），谈判马绍尔提出的“完全内部自治”条款，这是新加坡准备迈向独立的宪法改革。英国同意给予新加坡在内部问题的自治权，同时英国将保留对金融和军事的控制权，这些让马绍尔在开始时感到满意；但是，英国后来拒绝将内部安全移交给当地政府，谈判宣告破裂。英国认为马绍尔在应对共产主义叛乱和马共威胁方面做得不足够，后者引发马来亚紧急状态；因此，新加坡走向独立的进程陷入停滞，马绍尔于1956年6月辞职，兑现他早先的承诺，即如果失败就将下台。
另一位劳工阵线领袖林有福接任新加坡首席部长，并继承马绍尔的意志推动独立。林有福上任后对共产党采取严厉措施，以表明他的政治立场，采取强硬态度维护内部安全，并于华文中学暴动事件逮捕约900人。1957年，林有福率领包括反对派在内组成的谈判代表团，前往伦敦进行第二次独立会谈；并于1958年4月进行第三次独立会谈时，成功说服英国批准修改宪法，允许新加坡建立完全选举产生的立法机构，组建对内部事务拥有完全自治权的政府。这个政府于1959年新加坡大选后成立，但是由于林有福执政采取的严厉手段，疏远大部分选民，导致劳工阵线在这次选举败选。

## 菲律宾
菲律宾南部的摩洛人为民族自决权，进行持续时间最长的抗争。摩洛民族对独立的呼声始于1968年，当时达图乌托·马塔兰（Datu Udtog Matalam）宣布成立棉兰老岛独立运动（MIM）； 以及菲律宾穆斯林参议员艾哈迈德·多莫考·阿隆托等穆斯林领袖，在领导穆斯林原教旨主义组织“伊斯兰辅士”（Ansar el-Islam）进行伊斯兰复兴运动，同时还支持组建分离主义的摩洛民族解放阵线（MNLF）。摩洛民族解放阵线领导人努·密苏阿里和萨拉马特·哈希姆主张，摩洛人用四十多年的斗争维护自由，摆脱菲律宾殖民主义的统治；直到现在，摩洛年轻一代仍继续为争取自由和独立而抗争。
纵观1975年以来的漫长和平进程历史，虽然东帝汶通过联合国斡旋的决定性投票，以及自由亚齐运动通过挪威斡旋的和平谈判实现全面自治，但摩洛组织却经历一系列旷日持久的抗争。永无休止的和平进程，被认为是菲律宾政府的反叛乱战略，并不意味着真诚地结束棉兰老岛的敌对行动。据称，菲律宾政府的这些欺骗性政策，激怒年轻的摩洛人民和学生，导致一些人加入阿布沙耶夫等极端组织，并对菲律宾政府发动暴力袭击。